# Todo o Tempo do Mundo
Todo o Tempo do Mundo é uma telenovela portuguesa, transmitida originalmente pela TVI entre 2 de outubro de 1999 e abril de 2000, no horário nobre de fim-de-semana. É da autoria de Tozé Martinho, em colaboração com Cristina Aguiar e Sarah Trigoso.
Entre Agosto e Outubro de 2011, esteve em reposição nas madrugadas da TVI, nunca tendo sido exibida na TVI Ficção até agora. No ano de 2004 foi reposta no canal RTP África, foi exportada em 2003 para a Húngria onde passou em versão dobrada em húngaro sob o nome de Örök időkre (Para Sempre, em português)  tendo sido líder absoluto de audiências no país. Conta com 2 temporadas, cada uma de 26 episódios. 
A trama conta com Ruy de Carvalho, Eunice Muñoz e Manuel Cavaco nos principais papéis.

## Sinopse
Leonardo Serra (Ruy de Carvalho) é louco e está numa clínica psiquiátrica há muitos anos sem receber visitas há muito tempo. Família e amigos são já memórias distantes. Um dia, o inesperado acontece a Leonardo: sai-lhe a taluda. A ele, que nem se lembrava que tinha aquele bilhete!
Três homens atravessam o parque da clínica. Um deles é o cauteleiro, que se lembrava da pessoa a quem tinha vendido o bilhete premiado. Os outros, são representantes das entidades oficiais da clínica. Afinal, a ocasião justificava tal aparato. Um louco tinha ganho quase dois milhões de contos!
Mas Leonardo recusa-se a receber aquelas personalidades. Para espanto geral, só aceita falar com o Manuel «Cauteleiro» (Manuel Cavaco).
Manuel vai começar a pesquisa pela família de Leonardo, pois este prometeu dar-lhe 1% do seu prémio de 2 milhões de contos, correspondente as 20 mil contos. Este fala com Carminda e a sua sobrinha Filomena, é a criança que o informa que Leonardo é o seu avô. Após insistência Carminda cede e dá a Manuel a morada de outro dos seus irmãos, Orlando, residente nas Beiras. Orlando é casado com Adelaide e tem 3 filhos, sendo um deles já de outro relacionamento de Adelaide. Manuel dá-lhes um cheque para que vão a Lisboa, mas Orlando gasta o dinheiro a pagar uma dívida que tinha, a juntar isto o homem tem problemas com o álcool, os seus filhos raramente vão à escola para poder ajudá-lo com os terrenos, e a filha bebé tem uma doença e precisa de ser operada no Porto.
Leonor, filha de Leonardo é prostituta e vive com o namorado Carlos, violento e dependente, têm uma filha, Marília também prostituta vive com eles. Carlos tenta sempre ter relações sexuais com Marília, chegando a tentar violá-la e maltratá-la, Leonor vive um inferno naquela casa. Abordada por Manuel para falar com o pai, recusa pois o orgulho falou mais alto, no entanto esta, como todos da família não sabem que Leonardo está milionário.
Enquanto isto na clínica, os médicos continuam à procura do bilhete vencedor de Leonardo, que não aparece, sem ele não é possível levantar a quantia ganha. O paciente diz que o papel está escondido ao pé dos seus amigos, os pássaros, depois de alguns dias encontram-no num quadro do seu quarto, um quadro de pássaros. A lotaria em questão era do dia Mundial da Música, Leonardo tinha comprado um lote inteiro, tudo porque tinha um piano desenhado, piano esse que o lembrava da sua amada, Maria, conceituada pianista.
Na 2ª Temporada dá-se a passagem temporal de um ano, com a retirada de algumas personagens bem como o regresso de várias personagens que já tinham o seu desfecho na temporada anterior. O Primeiro episódio conta com a notícia da trágica morte de Diogo, e o anúncio da gravidez de Leonor do defunto namorado. A Casa de Saúde está condenada a encerrar pelo tribunal, facto que as personagens tentarão travar. Marília e Joca regressam de Moçambique com um filho. Já Isabel vem de vez para Portugal prometendo atrapalhar a vida de Miguel e Benedita. Adelaide e Orlando mudam-se por um ano para Lisboa. Manuel Cauteleiro abre uma papelaria no centro de Lisboa.
Desta vez, Leonardo e Manuel decidem ajudar Germano Cantador a encontrar a sua família, percorrendo todos os arquivos existentes ao passado do homem. No entanto, estará Cantador após 30 anos internado na Casa de Saúde pronto para se reencontrar com a família?
No episódio final Leonardo dá uma entrevista à televisão contando a sua história, e os desfechos das personagens.

## Elenco
- Eunice Muñoz (†) – Maria de Sá Couto
- Ruy de Carvalho – Leonardo Serra
- Virgílio Castelo – Miguel Faria
- Margarida Marinho - Benedita Maia
- Manuel Cavaco – Manuel dos Santos (Manuel Cauteleiro)
- Irene Cruz – Judite dos Santos
- Dalila Carmo – Rita Gomes
- Florbela Queiroz – Regina
- Fernando Gomes – Germano Cantador de Oliveira
- Ana Padrão - Isabel
- Carlos Santos (†) – Victor
- Delfina Cruz (†) – Carminda Serra
- Tozé Martinho (†) – Daniel Guerra
- Tareka (†) – Helena Vieira Faria
- Helena Isabel – Adelaide Serra
- Orlando Costa – Orlando Serra
- Pedro Lima (†) – Ricardo Castro
- Luís Esparteiro – Armindo
- Sara Gonçalves – Leonor Baptista
- Marco Delgado – Carlos Pinto
- Luís Pavão (†) – Norberto Rodrigues
- Luís Zagalo (†) – Artur Gonçalves
- Maria João Bastos – Marta Campos
- Filipe Garcia – Joca
- Sónia Cláudia Neves – Marília Jorge
- Rita Calçada Bastos – Mónica
- José Neves – Diogo de Sá Couto
- Pedro Martinho - Mário
- Glicinia Quartin - Ana Guiomar Cantador

Elenco Infantil:
- Joana Duarte – Teresa Faria
- Pedro Samuel – João Faria
- Inês Filipa – Filomena Serra
- João Afonso – Beto Serra
- Tiago Chaínho – Joaquim (Quim) Serra
- Francisco Maia Nunes - Jorge Faria

Elenco Adicional:
- Teresa Macedo - Helena Faria
- Licínio França (†) - Sr. Costa
- Luísa Ortigoso - Antónia
- Joana Seixas – Ana Carlota Lamas
- Margarida Videira - Vera
- Iris Reis - Íris
- Mina Andala – Amiga de Marília Jorge
- Nuno Homem de Sá – Lourenço Maia
- Francisco Pestana – Advogado de Maria Sá Couto
- Noémia Costa - Fátima
- Joel Branco – Brás
- João Rodrigo – Gomes
- Manuela Cassola (†) – Rosalina
- Rui Luís Brás – José (Zé) Luís
- Artur Ramos (†) – Anselmo Nóbrega de Vasconcelos
- Mané Ribeiro – Júlia Esteves
- Manuel Castro e Silva – Rufino
- Cecília Guimarães (†) – Gilda Trujão
- Carlos Sampaio – Stefan
- Sandra Dias - Cláudia
- Fernanda Neves – Filipa Guerra
- Fernando Tavares Marques – Paiva
- Almeno Gonçalves - Henrique
- Maria José (†) – Zulmira
- Ângela Ribeiro – Mãe de Carlos Pinto
- Jorge Sousa Costa (†) – Sampaio e Costa
- Célia David – Produtora de Maria Sá Couto
- Sandra Faleiro – Francisca
- Maria Muñoz (†) - D. Maria II
- Paulo Oom – Marido de Francisca
- Glicínia Quartin (†) – Ana Guiomar Cantador de Oliveira
- Igor Sampaio (†) – Advogado
- Henrique Viana (†) – Emílio Belo
- Roberto Candeias – Pires
- José Carlos Soares – Bernardino
- Helena Falé - Mãe de Benedita
- António Sobral Cid - Pai de Benedita
- Madalena Bobone - Gabriela

## Banda Sonora:
- Todo o Tempo do Mundo - Rui Veloso
- Nunca me Esqueci de Ti - Rui Veloso
- Ciclos do Luar – Marco Paulo
- Mensageiro da Fortuna – Rui Veloso e Patrícia Antunes
- Os Velhos do Jardim – Rui Veloso
- Inesperadamente – Luz Casal

## Audiências
Referências:
| Ano  | Mês       | Share  |
| 1999 | Outubro   | 21.00% |
| 1999 | Novembro  | 28.00% |
| 1999 | Dezembro  | 31.00% |
| 2000 | Janeiro   | 25.00% |
| 2000 | Fevereiro | 31.00% |
| 2000 | Março     | 31.00% |
| 2000 | Abril     | 33.00% |